# Olympische Winterspiele 1956/Teilnehmer (Türkei)
| Gelbes Symbol für Goldmedaillen mit stilisierten Olympischen Ringen | Graues Symbol für Silbermedaillen mit stilisierten Olympischen Ringen | Braundes Symbol für Bronzemedaillen mit stilisierten Olympischen Ringen |
| ------------------------------------------------------------------- | --------------------------------------------------------------------- | ----------------------------------------------------------------------- |
| —                                                                   | —                                                                     | —                                                                       |

Die Türkei nahm an den VII. Olympischen Winterspielen 1956 in der italienischen Gemeinde Cortina d’Ampezzo mit einer Delegation von vier männlichen Athleten teil, die alle im Ski Alpin starteten.

## Teilnehmer nach Sportarten

### Ski Alpin
Männer
- Muzaffer Demirhan
Abfahrt: 33. Platz (3:52,2 min)
Riesenslalom: 49. Platz (3:44,2 min)
Slalom: disqualifiziert

- Osman Yüce
Abfahrt: disqualifiziert
Riesenslalom: 63. Platz (3:59,4 min)
Slalom: disqualifiziert

- Mahmut Eroğlu
Riesenslalom: disqualifiziert
Slalom: disqualifiziert

- Zeki Şamiloğlu
Riesenslalom: 77. Platz (4:16,6 min)
Slalom: disqualifiziert